# 錢芹
錢芹，字繼忠，江浙等處行中書省平江路吳縣（今江蘇省蘇州市）人，明朝政治人物。
洪武年间，錢芹辟大都督府掾，跟从中山王出北平至大漠，后還解職。在家居住二十年，甘貧樂道。后因姚善举荐，任戶部司務。之后跟从李景隆北征燕军，遣入奏事，后在路中得病将死，仍坚持上书论兵事。